# Steve Blake
Steven Hanson Blake (Hollywood, 26 febbraio 1980) è un ex cestista e allenatore di pallacanestro statunitense, professionista nella NBA e in Australia.

## Carriera

### High school
Blake frequenta dapprima la Miami High School, dalla quale viene espulso da ogni attività sportiva legata a quell'istituto, poi la Oak Hill Academy.

### Università
Lasciata la high school, Steve Blake frequenta l'Università del Maryland. Blake viene schierato titolare sin dalla sua prima partita da freshman ed è il primo giocatore della Atlantic Coast Conference a raggiungere 1.000 punti, 800 assist, 400 rimbalzi e 200 rubate: terminata la sua esperienza nella NCAA, infatti, si ritrova al 5º posto della classifica di tutti i tempi riguardo al numero complessivo di assist nella NCAA con 972.
Largamente conosciuto per la sua capacità di passaggio, Steve Blake, guidando le sortite offensive della propria squadra, ha raggiunto una Final Four NCAA nel 2001 e conseguito il titolo nel 2002; quanto a doti realizzative, non si afferma come una vera e propria macchina da punti, come testimoniato dagli 11 punti di media della sua stagione da senior. La sua esperienza universitaria termina nel 2003, quando il playmaker di Hollywood si dichiara eleggibile per il draft NBA di quell'anno.

### NBA
Viene scelto alla nona chiamata del secondo giro (38ª scelta assoluta) dai Washington Wizards: con la franchigia della capitale statunitense, colleziona 5,9 punti e 2,8 assist di media in 18,6 minuti di gioco a partita (75 complessive) nella sua stagione da rookie. In quella successiva, invece, le sue possibilità di gioco diminuiscono molto: chiude infatti l'annata con appena 44 partite giocate (14,7 minuti di media).
Nel settembre del 2005, prima dell'inizio della stagione 2005-06, riceve un'offerta dai Portland Trail Blazers, che riescono a portare l'unrestricted free agent nell'Oregon, ritrovando così l'ex compagno di squadra Juan Dixon, anch'egli appena ingaggiato dai Blazers. Qui riesce ad imporsi come playmaker titolare per via dell'infortunio di Sebastian Telfair, riuscendo a ritagliarsi uno spazio maggiore rispetto a quello della stagione precedente: i suoi minuti di gioco da 14,7 passano a 26,2, il numero complessivo di partite giocate passa da 44 (una da titolare) a 68 (57 in quintetto base). Blake si mette in evidenza come buon passatore ed ottimo playmaker, concludendo la stagione con al terzo posto nella statistica assist/palle perse. Tra l'altro, incrementa la propria percentuale di tiro dell'11%.
Nel luglio del 2006 viene coinvolto in uno scambio che lo porta ai Milwaukee Bucks (insieme a Brian Skinner e Ha Seung-jin) in cambio di Jamaal Magloire. Tuttavia, la sua esperienza in maglia Bucks dura soltanto fino all'11 gennaio dell'anno seguente, quando passa ai Denver Nuggets in cambio di Earl Boykins e Julius Hodge. Guida l'attacco delle pepite per tutte e 49 le restanti gare della stagione (40 da titolare) e per le 5 gare (tutte in quintetto base) della serie di play-off persa 4-1 contro i San Antonio Spurs.
Ritornato unrestricted free agent il 1º luglio 2007, dopo 12 giorni sigla un contratto triennale con i Portland Trail Blazers, dando così avvio alla sua seconda esperienza con la franchigia dello Stato dell'Oregon. Chiude la stagione 2007/08 con 5,1 assist e 8,5 punti (massimo in carriera) di media. Il 22 febbraio 2009 mette a segno un record di 14 assist contro i Los Angeles Clippers.
Il 16 febbraio 2010 i Blazers, bisognosi di un centro a causa di una lunga serie di infortuni, lo cedono ai Los Angeles Clippers insieme a Travis Outlaw e a 1,5 milioni di dollari in cambio di Marcus Camby.
Il 2 luglio 2010 viene messo sotto contratto dai Los Angeles Lakers (4 anni a 16 milioni di dollari). Nella sua prima stagione ha una media di 4 punti in 20 minuti. Nella sua seconda stagione ha una media di 5,2 punti in 23,2 minuti a partita, giocando anche 5 partite su 53 da titolare. Nel novembre 2012 viene multato di 25.000 $ dall'NBA per linguaggio inappropriato verso un tifoso.
Il 19 febbraio 2014 viene ceduto ai Golden State Warriors in cambio di Kent Bazemore e MarShon Brooks. Nel corso della stagione scende in campo 28 volte con la maglietta della squadra di Oakland.
Il 10 luglio 2014 firma un contratto biennale a 4,2 milioni di dollari con i Portland Trail Blazers, compagine di cui difende i colori per 81 volte. Il 19 febbraio 2015, con il consenso della NBA, cambia numero di maglia passando dal 5 al 25 in onore dello scomparso Jerome Kersey, che ha militato 11 stagioni nelle file dei Blazers.
A fine stagione lascia la squadra, firmando per i Detroit Pistons.

## Palmarès
- Campione NCAA (2002)

## Statistiche

### College
| Anno      | Squadra            | PG  | PT  | MP   | TC%  | 3P%  | TL%  | RP  | AP  | PRP | SP  | PP   |
| --------- | ------------------ | --- | --- | ---- | ---- | ---- | ---- | --- | --- | --- | --- | ---- |
| 1999-2000 | Maryland Terrapins | 35  | 33  | 31,9 | 40,8 | 36,3 | 68,6 | 3,0 | 6,2 | 2,0 | 0,3 | 7,0  |
| 2000-2001 | Maryland Terrapins | 36  | 36  | 28,8 | 39,9 | 39,4 | 71,4 | 3,0 | 6,9 | 1,6 | 0,2 | 6,9  |
| 2001-2002 | Maryland Terrapins | 36  | 36  | 32,0 | 38,2 | 34,4 | 82,4 | 3,8 | 7,9 | 1,6 | 0,4 | 8,0  |
| 2002-2003 | Maryland Terrapins | 31  | 31  | 32,5 | 41,5 | 41,6 | 81,9 | 3,7 | 7,1 | 1,6 | 0,2 | 11,6 |
| Carriera  | Carriera           | 138 | 136 | 31,3 | 40,1 | 38,1 | 77,1 | 3,4 | 7,0 | 1,7 | 0,3 | 8,3  |

### NBA

#### Regular season
| Anno      | Squadra             | PG  | PT  | MP   | TC%  | 3P%  | TL%  | RP  | AP  | PRP | SP  | PP   |
| --------- | ------------------- | --- | --- | ---- | ---- | ---- | ---- | --- | --- | --- | --- | ---- |
| 2003-2004 | Wash. Wizards       | 75  | 14  | 18,6 | 38,6 | 37,1 | 82,1 | 1,6 | 2,8 | 0,8 | 0,1 | 5,9  |
| 2004-2005 | Wash. Wizards       | 44  | 1   | 14,7 | 32,8 | 38,7 | 80,5 | 1,6 | 1,6 | 0,3 | 0,0 | 4,3  |
| 2005-2006 | Portland T. Blazers | 68  | 57  | 26,2 | 43,8 | 41,3 | 79,1 | 2,1 | 4,5 | 0,6 | 0,1 | 8,2  |
| 2006-2007 | Milwaukee Bucks     | 33  | 2   | 17,7 | 34,9 | 27,9 | 55,0 | 1,4 | 2,5 | 0,3 | 0,1 | 3,6  |
| 2006-2007 | Denver Nuggets      | 49  | 40  | 33,5 | 43,2 | 34,3 | 72,7 | 2,5 | 6,6 | 1,0 | 0,1 | 8,3  |
| 2007-2008 | Portland T. Blazers | 81  | 78  | 29,9 | 40,8 | 40,6 | 76,6 | 2,4 | 5,1 | 0,7 | 0,0 | 8,5  |
| 2008-2009 | Portland T. Blazers | 69  | 69  | 31,7 | 42,8 | 42,7 | 84,0 | 2,5 | 5,0 | 1,0 | 0,1 | 11,0 |
| 2009-2010 | Portland T. Blazers | 51  | 28  | 27,4 | 40,3 | 37,7 | 75,0 | 2,3 | 4,0 | 0,7 | 0,0 | 7,6  |
| 2009-2010 | L.A. Clippers       | 29  | 10  | 26,3 | 44,3 | 43,7 | 75,0 | 2,4 | 6,1 | 0,7 | 0,1 | 6,8  |
| 2010-2011 | L.A. Lakers         | 79  | 0   | 20,0 | 35,9 | 37,8 | 86,7 | 2,0 | 2,2 | 0,5 | 0,0 | 4,0  |
| 2011-2012 | L.A. Lakers         | 53  | 5   | 23,3 | 37,7 | 33,5 | 77,8 | 1,6 | 3,3 | 0,7 | 0,0 | 5,2  |
| 2012-2013 | L.A. Lakers         | 45  | 13  | 26,1 | 42,2 | 42,1 | 77,1 | 2,9 | 3,8 | 0,8 | 0,1 | 7,3  |
| 2013-2014 | L.A. Lakers         | 27  | 27  | 33,0 | 37,8 | 39,7 | 80,0 | 3,8 | 7,6 | 1,3 | 0,1 | 9,5  |
| 2013-2014 | G.S. Warriors       | 28  | 1   | 21,7 | 37,5 | 34,2 | 62,5 | 2,0 | 3,6 | 0,7 | 0,2 | 4,4  |
| 2014-2015 | Portland T. Blazers | 81  | 0   | 18,9 | 37,3 | 35,2 | 70,7 | 1,7 | 3,6 | 0,5 | 0,1 | 4,3  |
| 2015-2016 | Detroit Pistons     | 58  | 2   | 17,0 | 38,8 | 34,4 | 80,0 | 1,5 | 3,4 | 0,4 | 0,1 | 4,4  |
| Carriera  | Carriera            | 870 | 347 | 23,9 | 40,1 | 38,3 | 77,9 | 2,1 | 4,0 | 0,7 | 0,1 | 6,5  |

#### Play-off
| Anno     | Squadra             | PG | PT | MP   | TC%  | 3P%  | TL%  | RP  | AP  | PRP | SP  | PP   |
| -------- | ------------------- | -- | -- | ---- | ---- | ---- | ---- | --- | --- | --- | --- | ---- |
| 2005     | Wash. Wizards       | 4  | 0  | 4,3  | 25,0 | 0,0  | 0,0  | 0,8 | 0,5 | 0,0 | 0,0 | 0,5  |
| 2007     | Denver Nuggets      | 5  | 5  | 36,0 | 45,2 | 50,0 | 0,0  | 2,4 | 4,6 | 0,6 | 0,0 | 7,2  |
| 2009     | Portland T. Blazers | 6  | 6  | 38,5 | 48,9 | 41,7 | 71,4 | 4,0 | 6,2 | 0,8 | 0,0 | 9,8  |
| 2011     | L.A. Lakers         | 9  | 0  | 16,1 | 30,4 | 33,3 | 0,0  | 1,6 | 2,2 | 0,6 | 0,0 | 2,2  |
| 2012     | L.A. Lakers         | 12 | 0  | 25,5 | 41,9 | 41,9 | 71,4 | 2,8 | 2,3 | 0,7 | 0,2 | 6,3  |
| 2013     | L.A. Lakers         | 2  | 2  | 37,5 | 39,3 | 41,7 | 100  | 4,0 | 2,5 | 2,0 | 1,5 | 14,0 |
| 2014     | G.S. Warriors       | 6  | 0  | 7,5  | 33,3 | 30,0 | 0,0  | 0,7 | 0,3 | 0,0 | 0,0 | 1.8  |
| 2015     | Portland T. Blazers | 5  | 0  | 8,6  | 18,2 | 12,5 | 100  | 0,2 | 1,6 | 0,0 | 0,2 | 1,4  |
| 2016     | Detroit Pistons     | 4  | 0  | 10,8 | 20,0 | 50,0 | 50,0 | 1,0 | 2,5 | 0,0 | 0,0 | 1,0  |
| Carriera | Carriera            | 53 | 13 | 20,5 | 39,8 | 38,8 | 70,0 | 2,0 | 2,5 | 0,5 | 0,1 | 4,6  |